# Япет (супутник)
Япе́т (лат. Iapetus, грец. Ιαπετός) — третій за розміром (після Реї) та двадцять четвертий за віддаленістю від планети супутник Сатурна. Відкритий Дж. Д. Кассіні 1671 року. Названий Джоном Гершелем на честь одного з титанів із грецької міфології. Діаметр — близько 1470 км, радіус орбіти — 3,561 млн км.
Япет примітний різкою відмінністю альбедо півкуль: провідна півкуля в десять разів темніша за ведену. Це пов'язують із осіданням на неї пилу з інших супутників, зокрема Феби. Потемніння поверхні спричиняє її посилене нагрівання сонячним світлом, прискорене випаровування льоду і, як наслідок, ще більше потемніння.
Іншою особливістю супутника є Стіна Япета — високий переривчастий гірський хребет, що опоясує Япет по екватору.

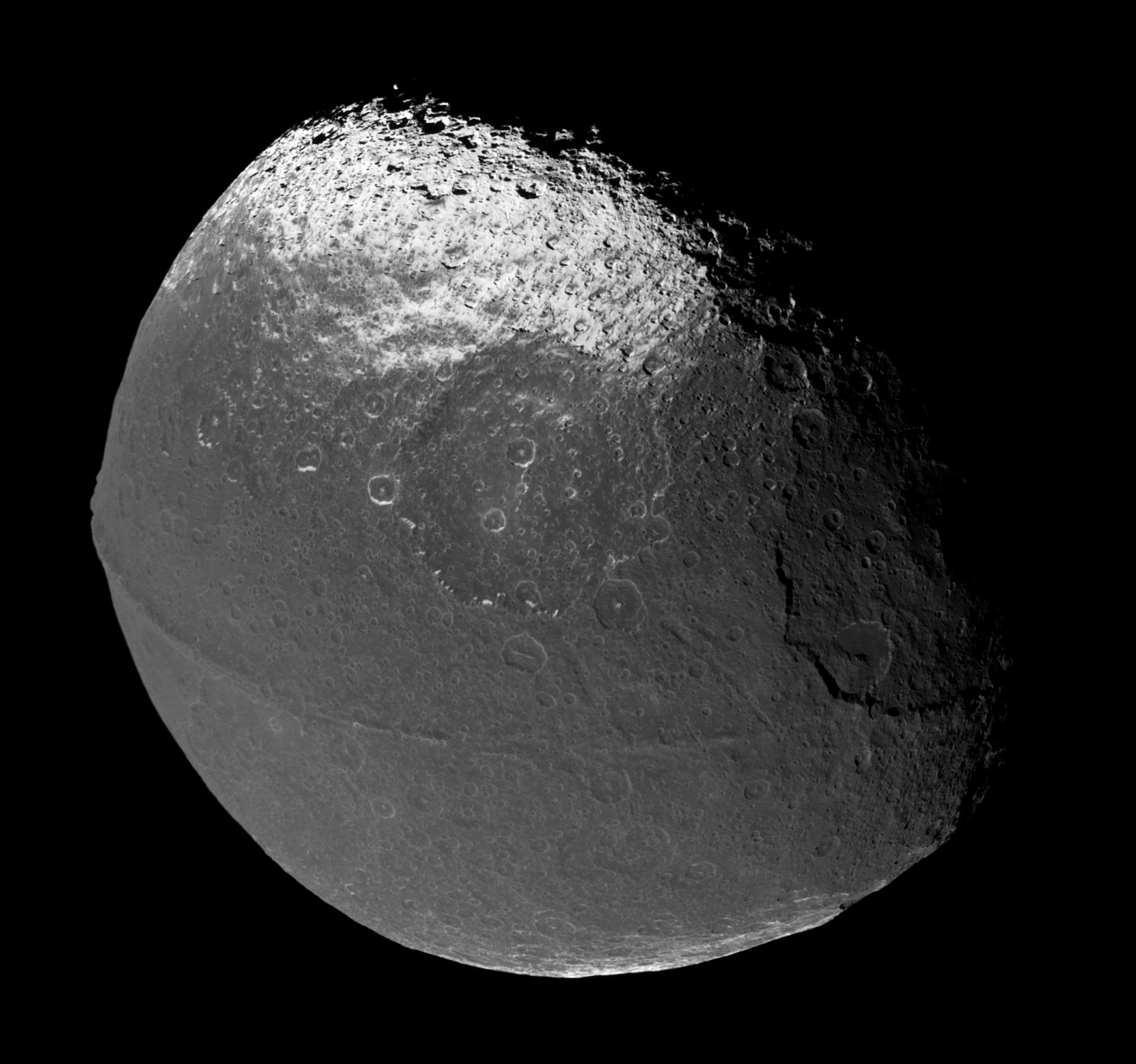

Деталі поверхні Япета називають за мотивами середньовічної французької поеми «Пісня про Роланда», тому що Кассіні відкрив цей супутник під час роботи у Франції. Кратери яскравої області названо іменами позитивних героїв поеми — франків та їхніх союзників. Кратери темної області (або розташовані в перехідній зоні, але з темними денцями) отримали імена їхніх супротивників — маврів. Темна частина Япета названа областю Кассіні (Cassini Regio) на честь першовідкривача супутника, а світлу поділено навпіл за екватором: північну половину назвали Ронсевальською землею (Roncevaux Terra), а південну — землею Сарагоса (Saragossa Terra).